# Tainonia samana
Tainonia samana là một loài nhện trong họ Pholcidae. Loài này được phát hiện ở Hispaniola.